# Матайас, Милдред Эстер
Ми́лдред Э́стер Мата́йас-Ха́сслер (англ. Mildred Esther Mathias Hassler; 1906—1995) — американский ботаник. Известна своим вкладом в систематику семейства Зонтичные.

## Биография
Милдред Эстер Матайас родилась 19 сентября 1906 года в Саппингтоне (штат Миссури). Отец Милдред, Оливер Джон Матайас, был учителем, и семья Матиас несколько раз переезжала. В 1923 году Милдред окончила школу в Деслодже и поступила в колледж Флэт-Ривере. Затем она перешла в Государственный учительский колледж (ныне Университет юго-восточного Миссури) в Кейп-Джирардо. Осенью 1923 года Милдред поступила в Университет Вашингтона в Сент-Луисе. В 1926 году она стала бакалавром искусств, а в 1927 — магистром. В 1929 году Милдред Эстер создала монографию Cymopterus и близкородственных родов, за которую ей была присвоена степень доктора философии. 30 августа 1930 года Милдред вышла замуж за физика Джералда Хасслера.
В период с 1940 по 1981 год Милдред Хасслер и калифорнийский ботаник Линкольн Констанс издали более 60 научных публикаций, в которых описывалось более 100 новых видов зонтичных.
В 1947 году Милдред стала работать в гербарии Калифорнийского университета в Лос-Анджелесе. В 1964 году Милдред Хасслер стала первой женщиной — президентом Американского общества систематиков растений. В 1955 году она стала адъюнкт-профессором.
С 1956 по 1974 год Милдред Матайас была директором ботанических садов при Калифорнийском университете, позднее переименованных в Ботанические сады имени Милдред Матайас. В 1957 году при участии Милдред был создан парк штата Калифорния Ранчо-Лас-Тунас. В 1962—1964 годах Матайас-Хасслер вместе с Уильямом Стюартом вела еженедельную телепередачу The Wonderful World of Ornamentals на канале NBC. Также она была автором многочисленных книжных рецензий. В 1969—1970 Милдред Эстер была президентом Организации по изучению тропиков (OTS). С 1977 по 1981 год Милдред была первым исполнительным директором Ассоциации американский ботанических садов и арборетумов. В 1984 году она была избрана президентом Ботанического общества США.
Милдред Матайас-Хасслер активно путешествовала по Северной и Южной Америке, её последняя поездка состоялась в 1994 году в Чили.
Скончалась 16 февраля 1995 года от инсульта у себя дома, в Лос-Анджелесе.
Милдред Эстер Матайас была удостоена многочисленных наград. Среди них Награда Калифорнийского совета охраны природных ресурсов (1962), Национальная награда за охрану природы (1964), Почётная награда Ассоциации американских ботанических садов и арборетумов (1976), Медаль Либерти Хайда Бэйли (1980) и Медаль садоводческого клуба Америки (1982).

## Растения, названные в честь М. Э. Матайас
- Mathiasella Constance & C.L.Hitchc., 1954
- Eryngium mathiasiae M.Y.Sheikh, 1983
- Heliconia mathiasiae G.S.Daniels & F.G.Stiles, 1979 («mathiasii»)
- Lycaste mathiasiae G.C.Kenn., 1978
- Sciadotenia mathiasiana Krukoff & Barneby, 1970
- Stigmaphyllon mathiasiae W.R.Anderson, 1981